# Evacanthus digitatus
Evacanthus digitatus är en insektsart som beskrevs av Kuoh. Evacanthus digitatus ingår i släktet Evacanthus och familjen dvärgstritar. Inga underarter finns listade i Catalogue of Life.